# Wyoming Interstate Company
Wyoming Interstate Company — газопровідна система у штатах Вайомінг, Юта та Колорадо, що забезпечує транспортування продукції ряду басейнів Скелястих гір.
Газопромисловий регіон Скелястих гір є одним з провідних в США (станом на початок 2010-х п'ята частина видобутку блакитного палива в країні). Для транспортування продукції між газовими хабами регіону створено ряд систем, в тому числі Wyoming Interstate Company. Станом на середину 2010-х остання складається з таких головних елементів:
- ділянка широтного спрямування у штаті Вайомінг від Kanda на заході через Wamsutter до хабу Шаєнн на сході. Перша її частина проходить по території басейну Грейт-Грін-Рівер, тоді як Шаєнн створений в басейні Денвер-Юлесбург (в якому, зокрема, розробляється сланцева формація Ніобрара);
- ділянка з басейну Uinta на північному сході Юти, що прямує на північ до згаданого вище Kanda;
- перемичка між газовим хабом Мікер в басейні Piceance (північний захід Колорадо) та Wamsutter у Вайомінгу;
- відтинок на сході Вайомінгу, що прямує від Douglas в басейні Паудер-Рівер на південь до Шаєнн.
Можливо відзначити, що всі зазначені пункти також обслуговує більш протяжна система схожого призначення Colorado Interstate Gas, з якою створені численні інтерконнектори. Також Wyoming Interstate Company має сполучення з багатьма іншими газопроводами, зокрема у хабі Мікер — TransColorado (південний напрямок), у хабі Шаєнні — Cheyenne Plains Gas Pipeline, Trailblazer Pipeline (південно-східний та східний напрямок), в Дуглас — MIGC (північний напрямок). Нарешті, через цілий ряд зазначених хабів — Мікер, Wamsutter, Шаєнн — проходить початкова ділянка спрямованої на схід потужної системи Rockies Express.
Загальна довжина системи Wyoming Interstate Company становить майже 850 миль, а пропускна здатність станом на 2012 рік — понад 34 млрд м3 на рік.